# Attaque druze de Safed
L'attaque druze de Safed commence le 5 juillet 1838, pendant la révolte Druze (en) contre le règne d'Ibrahim Pacha d'Égypte. Les tensions montent lorsque les Druzes capturent une garnison égyptienne à l'extérieur de Safed. La milice locale de Safed, composée de plusieurs centaines d'hommes, est largement surpassée en nombre par les Druzes, et la ville est plongée dans le désespoir alors que la milice finit par abandonner la ville et que les rebelles druzes y entrent le 5 juillet. Les rebelles druzes et une foule musulmane descendent sur le quartier juif de Safed et, dans des scènes rappelant le pillage de Safed quatre ans plus tôt, passent trois jours à attaquer les Juifs, à piller leurs maisons et à profaner leurs synagogues,,. Certains Juifs finissent par quitter la ville, se déplaçant vers le sud, à Jérusalem et à Acre. Parmi eux se trouve Yisrael Bak, dont l'imprimerie est détruite pour la deuxième fois.

## Prélude
Au XIXe siècle, la ville galiléenne de Safed constitue un centre juif majeur. Elle devient un centre kabbalistique au XVIe siècle, atteignant à son apogée une taille d'environ 15 000 habitants. Malgré le déclin au cours des XVIIe et XVIIIe siècles, il y a encore environ 3 500 à 4 000 Juifs vivant à Safed dans les années 1830, représentant au moins la moitié de la population. Les Juifs de Safed subissent une attaque prolongée en 1834 pendant la révolte des paysans : plus de 5 000 rebelles paysans arabes lancent une révolte pour protester contre la législation imposée par le nouveau gouverneur égyptien Muhammad Ali et certains profitent de cette révolte pour attaquer les Juifs. Après plusieurs mois, les Égyptiens parviennent à écraser la rébellion et à reprendre le contrôle du pays, permettant aux Juifs de Safed de commencer à se réhabiliter. Peu de temps après, Safed est à nouveau dévastée en 1837 par un puissant tremblement de terre (en) qui entraîne des milliers de morts et la destruction de nombreux bâtiments. La partie nord de la ville, où vivent principalement les Juifs, est presque entièrement détruite. En 1838, les relations tendues entre les fellahs et les suzerains égyptiens s'intensifient à nouveau, entraînant une révolte Druze (en) à grande échelle en janvier. Durant l'été 1838, les Druzes capturent une garnison égyptienne lourdement surpassée en nombre à l'extérieur de Safed.

## L'attaque
La population juive dépend de la protection d'un gouverneur arabe contre les Druzes. Le Dr Elizer Loewe écrit dans son journal :

« Nous nous sommes regroupés dans la maison du Rebbe Avraham Dov... Les femmes étaient hystériques et les enfants pleuraient. Le Rebbe m'a demandé d'écrire une note en arabe au maire, le suppliant de ne pas nous abandonner en cette période désespérée. Je l'ai fait, mais sa réponse n'était que des paroles en l'air. »

Selon Loewe, le maire et sa milice fuient la ville, laissant les Juifs à la merci des rebelles affamés. Les rebelles druzes sont rejoints par une foule musulmane et ils pillent les quartiers juifs, pensant que les Juifs possèdent des trésors cachés et encouragés par les musulmans locaux à attaquer. Le pillage dure trois jours.
Au cours de l'attaque, certains Juifs reçoivent l'aide d'Arabes amis. Un Arabe du nom de Muhammed Mustafa les aide, leur prêtant de l'argent et leur fournissant de la nourriture et des vêtements. Cette fois, la réponse d'Ibrahim Pacha est plus rapide, et après quelques jours, les choses reviennent à la normale.